# Charles Chaplin Sr.

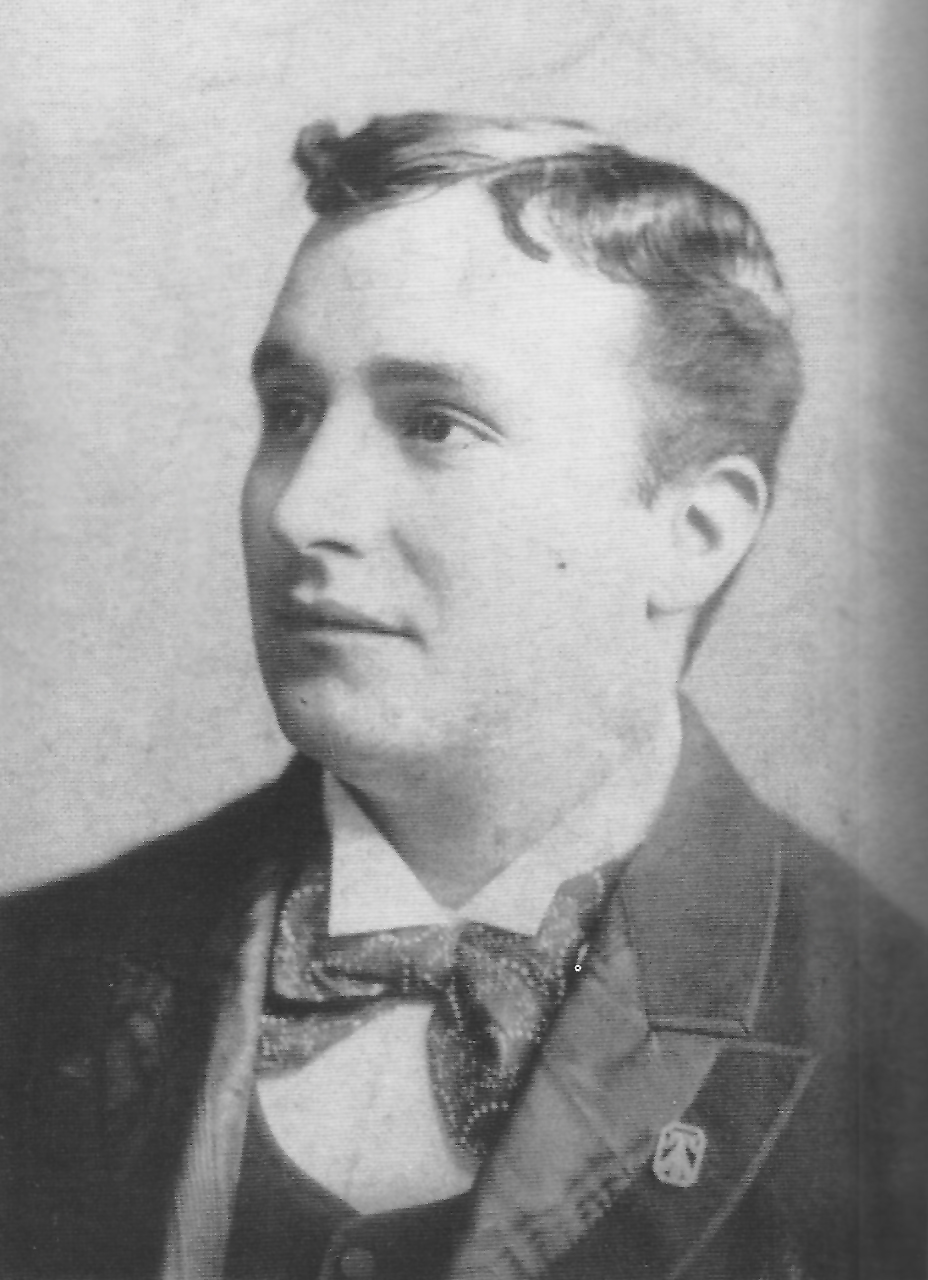
Charles Chaplin Sr. (um 1885)

Charles Chaplin Sr. (* 18. März 1863 in Marylebone, London als Charles Spencer Chaplin; † 9. Mai 1901) war ein britischer Sänger und Entertainer in den britischen Music Halls. Er war der Ehemann von Hannah Chaplin und der Vater von Charlie Chaplin.

## Werdegang

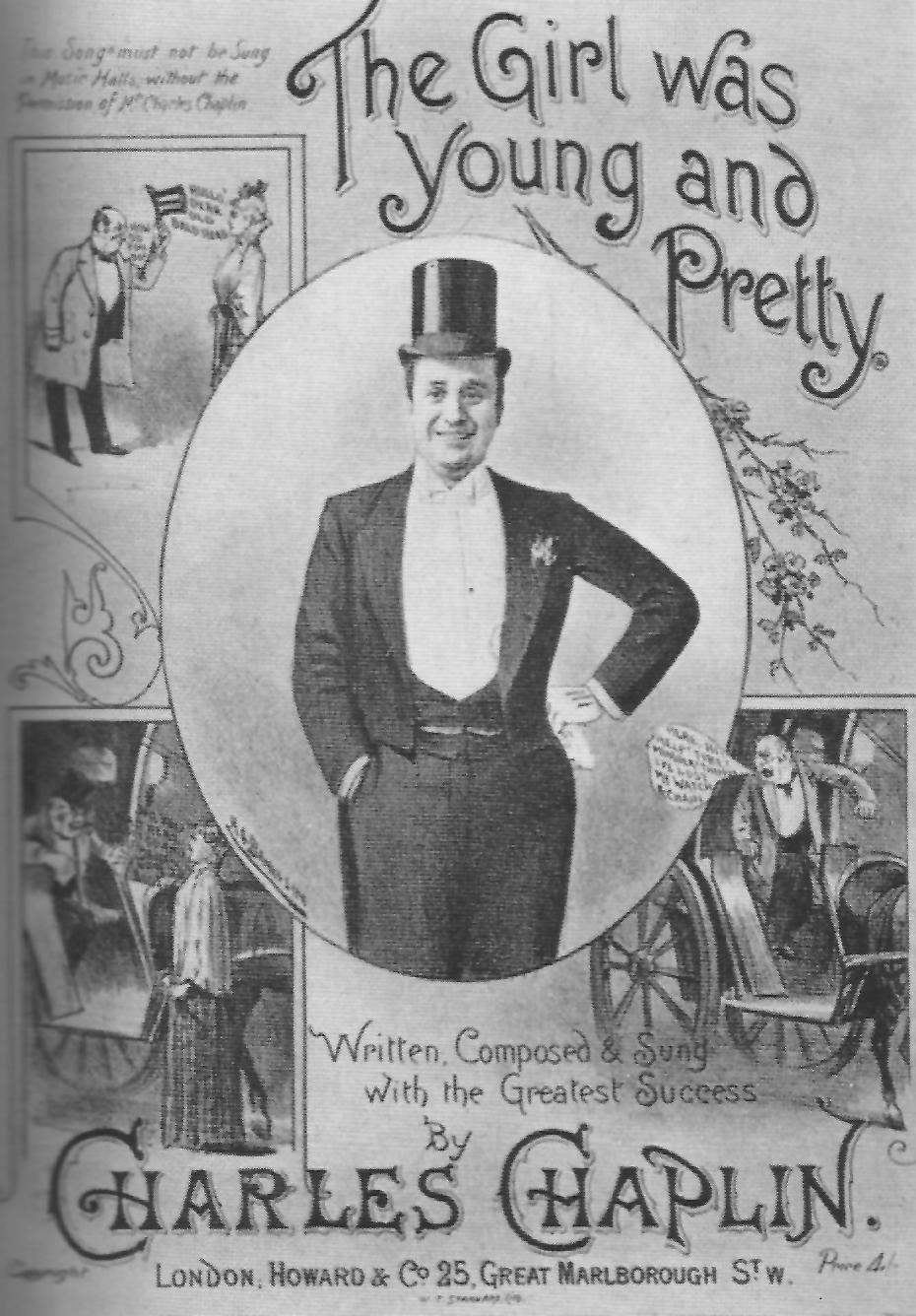
Chaplin Sr. auf dem Cover der Partitur von The Girl Was Young and Pretty

Chaplin trat erstmals am 10. Juni 1887 im Poly Variety Theater in London auf. 1890 brachte der Musikverleger Francis, Day und Hunter drei seiner Lieder (As the Church Bells Chime, Everyday Life und Eh, Boys?) heraus. Im Sommer 1890 tourte er in den USA. Er trat dabei auch am Union Square Theatre in New York auf. Nachdem er 1890 bis 1896 größeren Erfolg hatte, musste er ab 1897 in der britischen Provinz touren. Sein letztes Engagement ist im September 1900 im Granville Theatre in Walham Green nachweisbar.
Von Entertainern wurde damals erwartet, dass sie die Besucher zum Trinken animieren. Nicht wenige Entertainer verfielen deswegen selbst dem Alkohol. Auch Chaplins Karriere endete deswegen früh. Er starb mit 38 Jahren an den Folgen übermäßigen Alkoholkonsums.